# Kalk-Blaugras
Das Kalk-Blaugras (Sesleria caerulea) oder Gewöhnliches Blaugras ist eine Pflanzenart aus der Gattung der Blaugräser (Sesleria) innerhalb der Familie der Süßgräser (Poaceae).

## Beschreibung

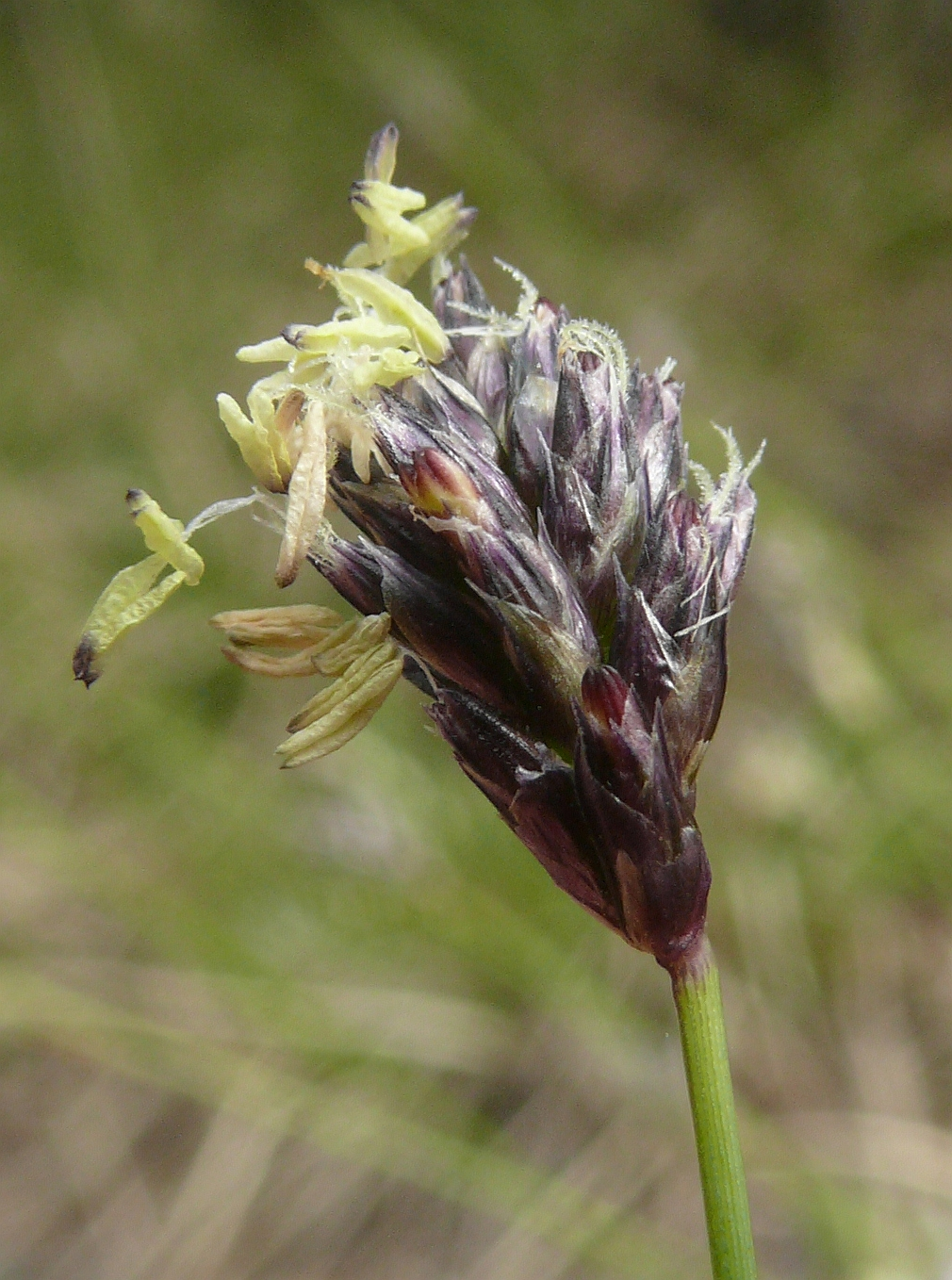
Blütenstand

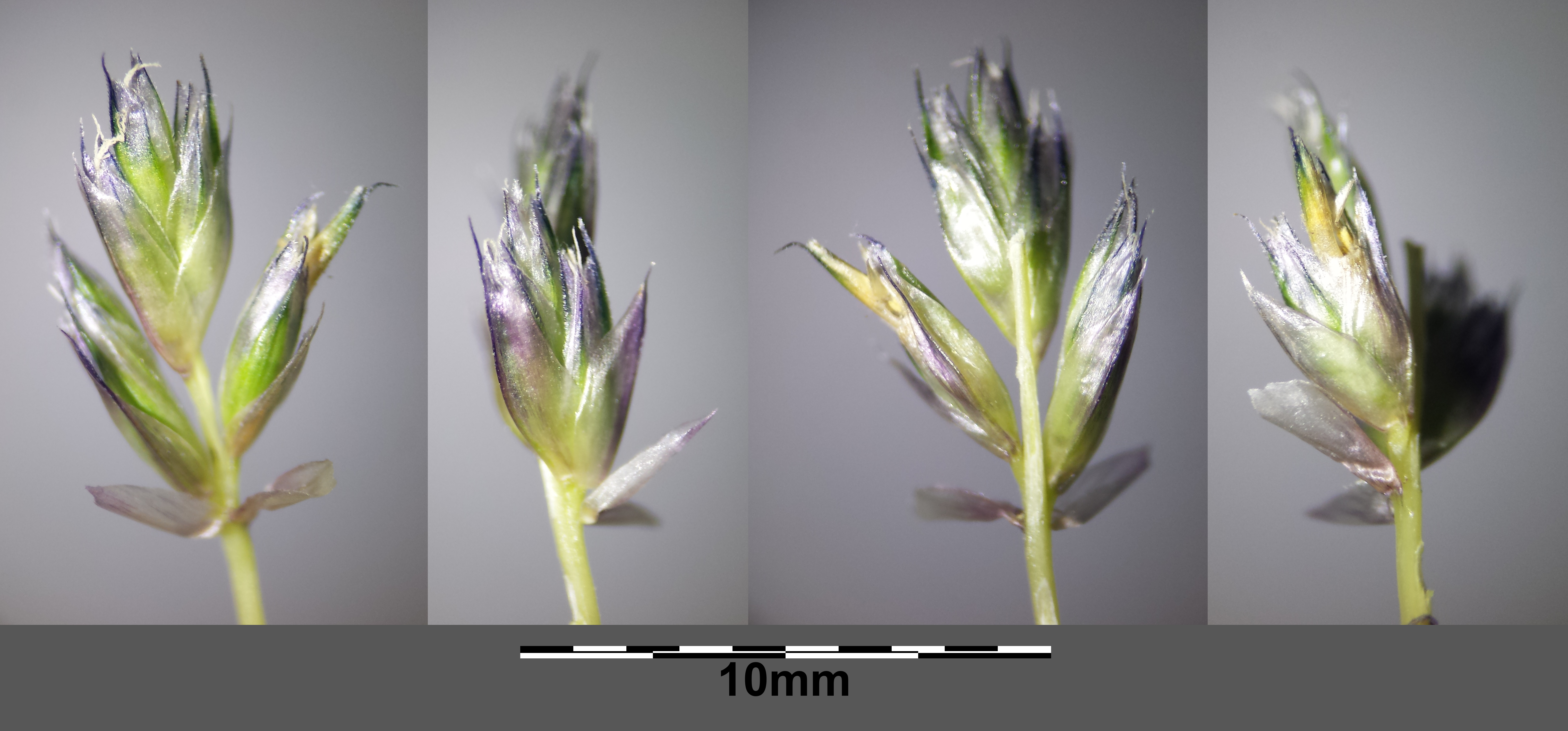
Rispenzweig mit Ährchen und Tragblättern am Grund

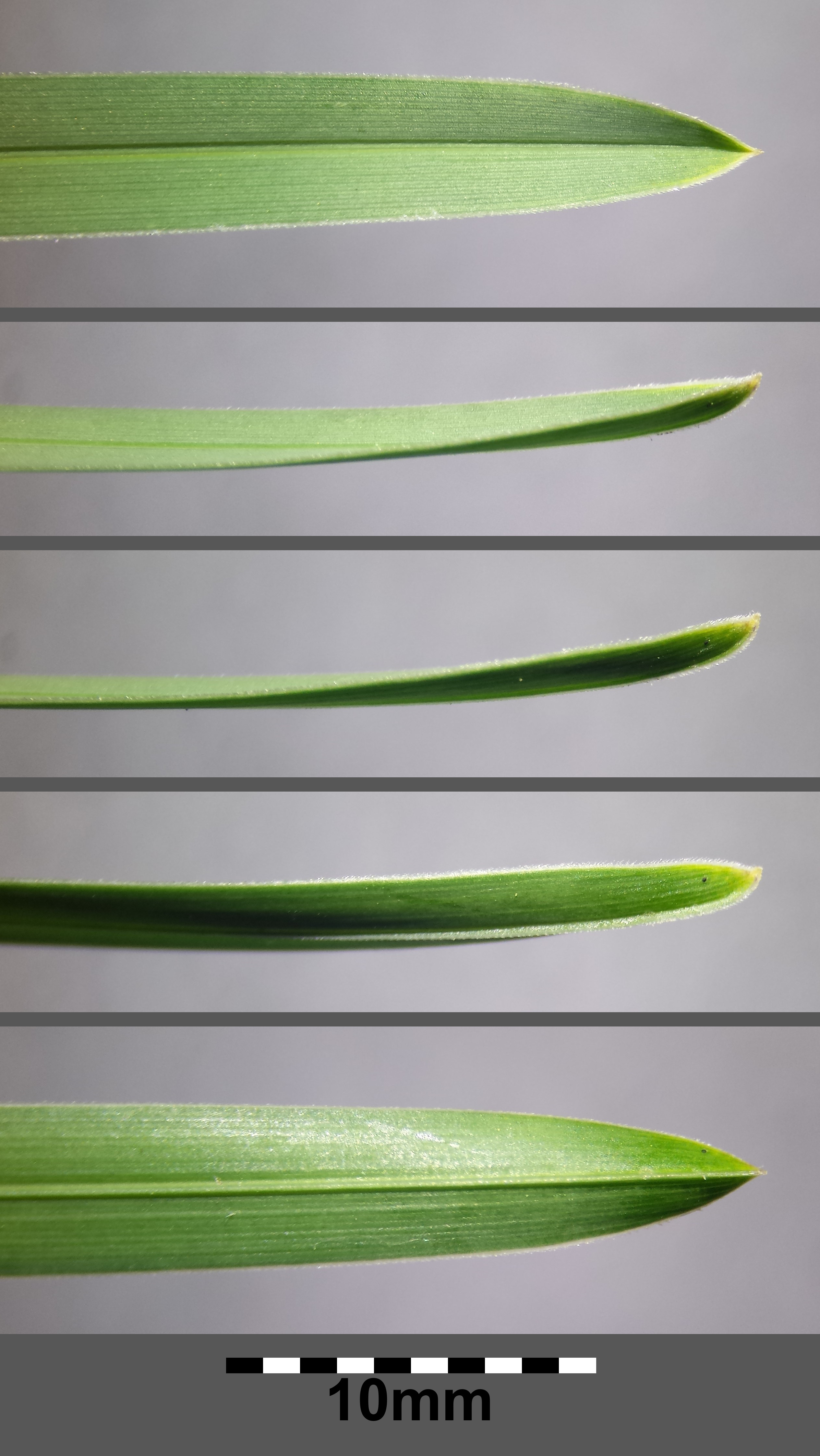
Die Laubblätter weisen eine typische kahnförmige Spitze auf.

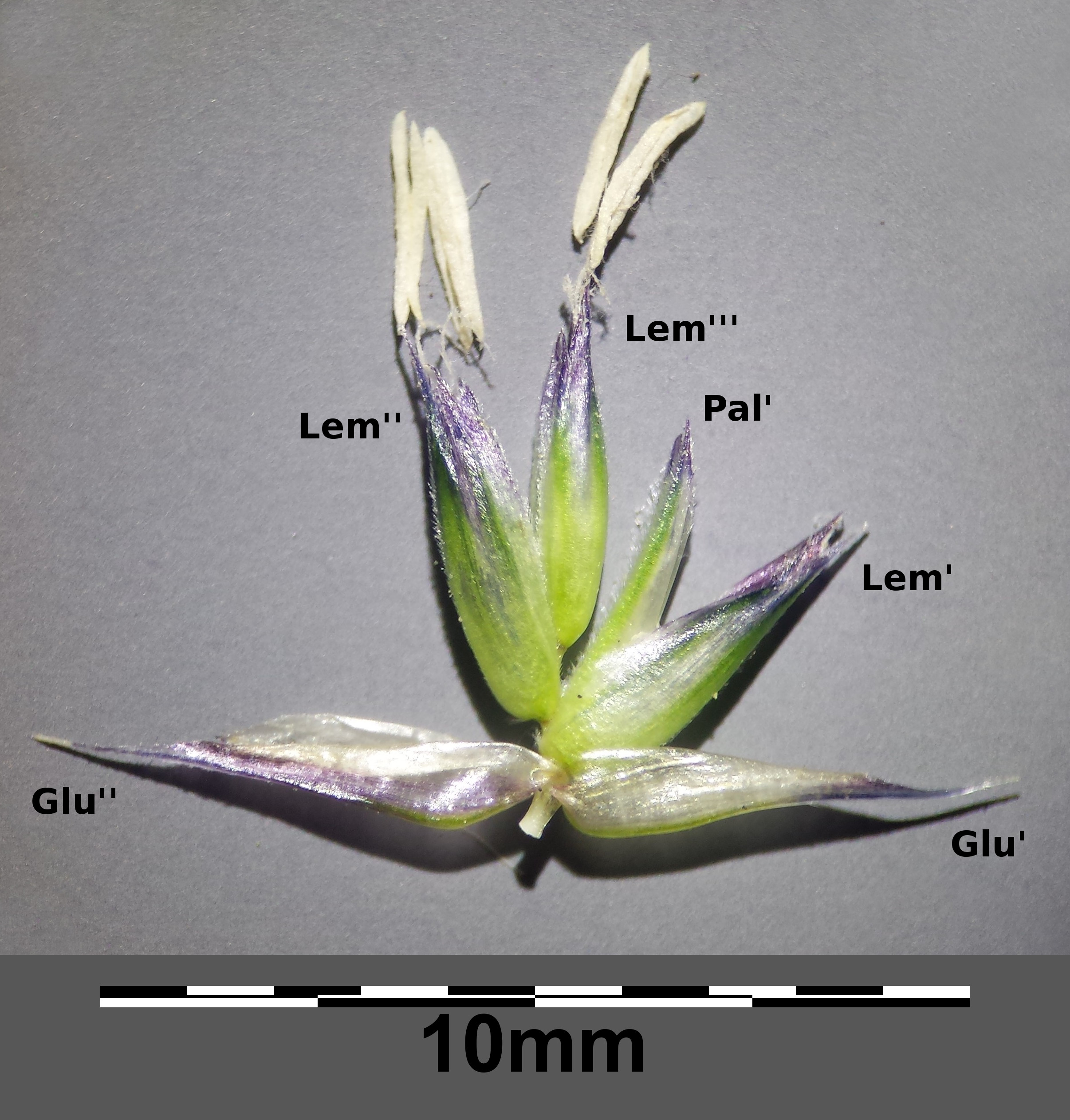
Aufgefächertes Ährchen mit Hüll- (Glu), Deck- (Lem) und Vorspelzen (Pal)

### Erscheinungsbild und Blatt
Das Kalk-Blaugras ist eine ausdauernde, krautige Pflanze und erreicht Wuchshöhen von 10 bis 40 Zentimetern. Dieses dichte Polster bildende Gras bildet zahlreiche, innerhalb der Blattscheiden emporwachsende Erneuerungssprosse. Die Halme sind nur im unteren Teil beblättert.
Die Blattscheiden sind kahl, wobei die unteren auch fein behaart sein können und fast bis oben hin geschlossen. Die Ligula ist ein 0,2 bis 0,5 Millimeter langer, häutiger Saum. Die kahlen Blattspreiten sind bei einer Länge von 10 bis 25 Zentimetern sowie einer Breite von 2,5 bis 3 Millimetern flach-ausgebreitet oder zusammengefaltet.

### Generative Merkmale
Die Blütezeit reicht von April bis Mai. Der rispige Blütenstand ist 10 bis 30 Millimeter lang und 4 bis 10 Millimeter breit und ist länglich-eiförmig. Die 4,5 bis 7 Millimeter langen Ährchen enthalten zwei bis drei Blüten.
Die Chromosomenzahl beträgt 2n = 28.

## Vorkommen

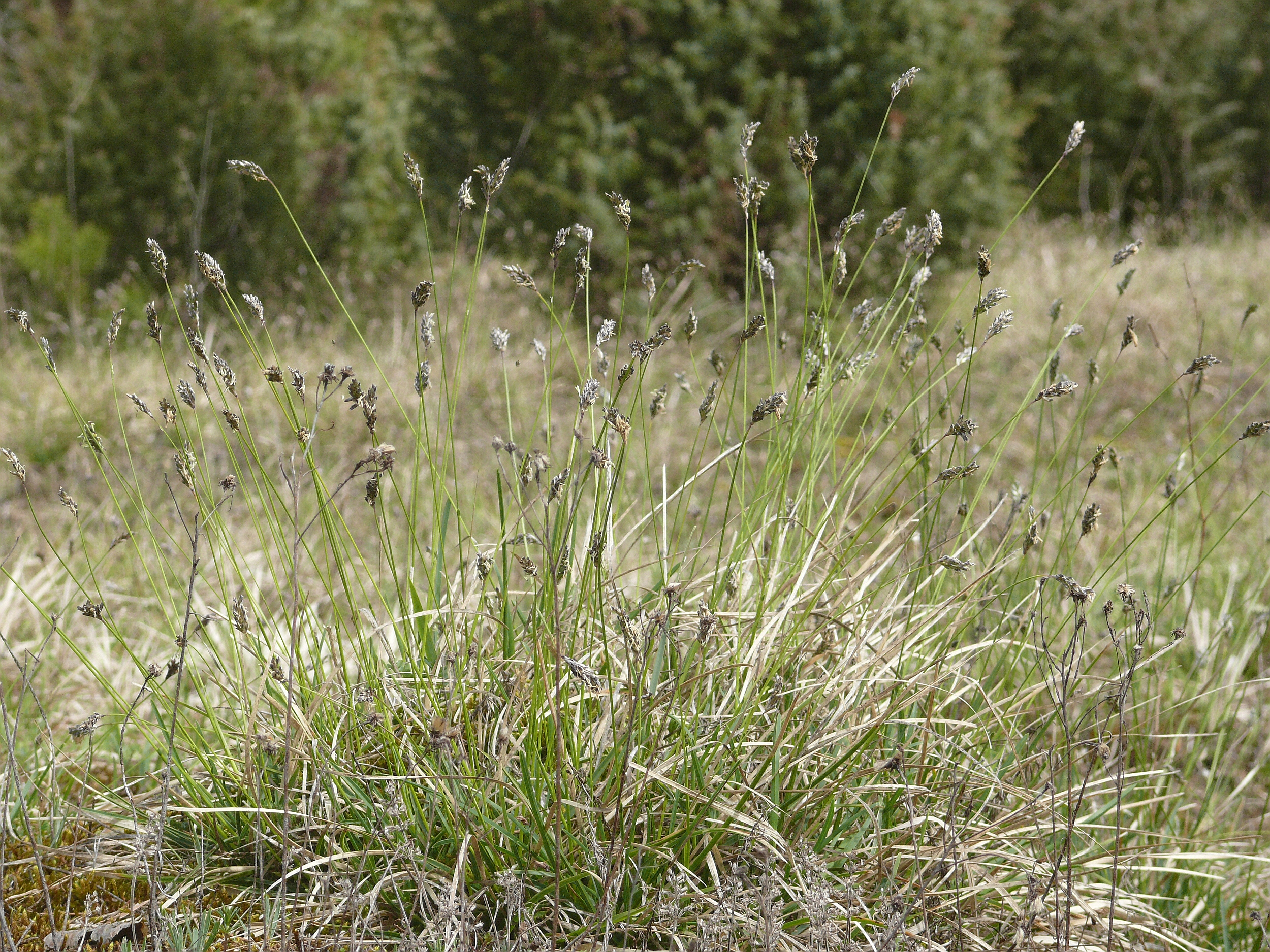
Kalk-Blaugras (Sesleria caerulea)

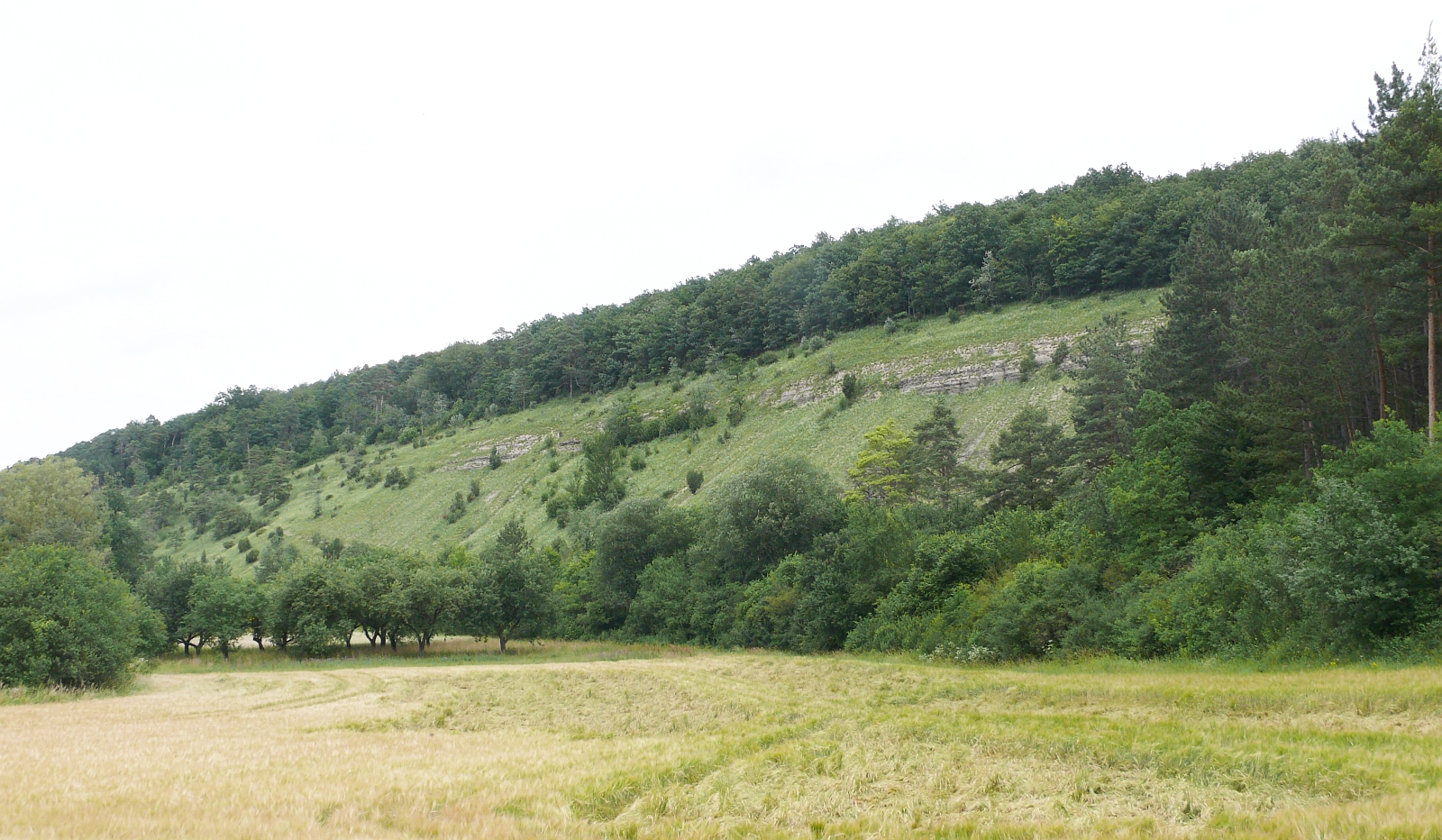
Blaugrashalde (Teucrio-Seslerietum albicantis) im NSG Stammberg bei Tauberbischofsheim (Baden-Württemberg) in dem von Bäumen umgebenen Abhang

Das Kalk-Blaugras ist in Europa verbreitet. Es sind natürliche Vorkommen bekannt aus Spanien, Frankreich, Großbritannien, Irland, Island, Belgien, den Niederlanden, Luxemburg, Deutschland, Italien, der Schweiz, Österreich, Slowenien, Kroatien, Serbien, Kosovo, Montenegro, Rumänien, Ungarn, der Slowakei, Tschechien, Polen und der Ukraine, dazu von La Palma.
In Deutschland kommt das Kalk-Blaugras in den Alpen und Voralpen verbreitet vor. In der deutschen Mittelgebirgsschwelle gibt es Vorkommen vom Ahrtal bis ins östliche Westfalen, bis ins nördliche Harzvorland und den Randhöhen des Thüringer Beckens und zur Hainleite.
In Österreich kommt diese Art häufig in allen Bundesländern von der collinen bis subalpinen Höhenstufe vor. In den Allgäuer Alpen steigt es in Bayern zwischen Kratzerjoch und Mädelegabel bis zu 2300 Metern Meereshöhe auf. Im Kanton Wallis steigt es bei Zermatt bis 3120 Meter auf.
Als Standort bevorzugt diese kalkstete Pflanze steinige Trockenrasen, Felsrasen und Magerrasen, aber sie kommt auch in trockenen und flachgründigen Wäldern, besonders Föhrenwäldern vor.
Das Kalk-Blaugras gilt als Magerkeitszeiger, Kalkzeiger, Pionierpflanze und Schuttstauer. Sesleria caerulea ist die Kennart der Blaugrashalde (Polygalo amarae-Seslerietum albicantis) und der Blaugrasrasen (Seslerion albicantis). In Hochlagen gedeiht die Art meist in Gesellschaften der Ordnung Seslerietalia, in niederen Lagen kommt sie auch in denen der Klasse Festuco-Brometea, des Verbands Erico-Pinion oder des Unterverbands Cephalanthero-Fagenion vor.
Die ökologischen Zeigerwerte nach Landolt et al. 2010 sind in der Schweiz: Feuchtezahl F = 2w (mäßig trocken aber mäßig wechselnd), Lichtzahl L = 4 (hell), Reaktionszahl R = 4 (neutral bis basisch), Temperaturzahl T = 2 (subalpin), Nährstoffzahl N = 2 (nährstoffarm), Kontinentalitätszahl K = 4 (subkontinental).

## Systematik
Die Erstveröffentlichung für Sesleria caerulea erfolgte 1753 unter dem Namen (Basionym) Cynosurus caeruleus durch Carl von Linné. Die Neukombination zu Sesleria caerulea (L.) Ard. wurde 1764 durch Pietro Arduino veröffentlicht. Weitere Synonyme für Sesleria caerulea (L.) Ard. sind beispielsweise: Sesleria albicans Schult., Sesleria calcarea (Pers.) Opiz, Sesleria deyliana Á.Löve & D.Löve, Sesleria varia (Jacq.) Wettst., Sesleria calcarea subsp. varia Jacq., Sesleria caerulea subsp. calcarea (Čelak.) Hegi, Sesleria caerulea subsp. varia (Jacq.) Hayek.
Aufgrund einer falschen Lektotypisierung der Erstveröffentlichung von Linné wurde zeitweise eine andere Art, das Moor-Blaugras (Sesleria uliginosa Opiz), als Sesleria caerulea bezeichnet.
Unterarten von Sesleria caerulea sind:
- Sesleria caerulea subsp. angustifolia (Hack. & Beck) Jogan: Ihre Blattspreiten sind nur 1,5 bis 2 Millimeter breit und die Granne der Deckspelze ist 1 bis 2 Millimeter lang.[4] Sie kommt in Slowenien, Serbien, Kosovo und Montenegro vor.[1]
- Sesleria caerulea (L.) Ard. subsp. caerulea.[1]